# Bongseong-myeon
Bongseong-myeon (koreanska: 봉성면, 鳳城面) är en socken i den östra delen av Sydkorea, 180 km öster om huvudstaden Seoul. Den ligger i kommunen Bonghwa-gun i provinsen Norra Gyeongsang. 